# Ramuri

Ramuri est une revue culturelle roumaine créée en 1905.
Les plus célèbres écrivains, poètes et philosophes-essayistes roumains ont collaboré avec la revue dont le siège est à Craiova et qui est officiellement le bulletin de l'Union des écrivains de Roumanie. L'actuel rédacteur en chef est Gabriel Chifu, auteur de romans et poète, plusieurs fois primé en Roumanie. Malgré l'histoire mouvementée du pays, la revue a paru sans interruption depuis sa création.